# Titanio angustipennis
Titanio angustipennis là một loài bướm đêm trong họ Crambidae.